# Saison 1983-1984 du Stade rennais FC
Maillots
Chronologie
Saison précédente Saison suivante
La saison 1983-1984 du Stade rennais football club débute le 20 juillet 1983 avec la première journée du Championnat de France de Division 1, pour se terminer le 2 mai 1984 avec une redescente immédiate en Division 2.
Le Stade rennais FC est également engagé en Coupe de France.

## Résumé de la saison
De retour en Division 1 après six ans d'absence, le Stade rennais cherche à s'ancrer de nouveau dans une élite dont il a été un membre régulier depuis les débuts du professionnalisme en 1932. Du coup, le club se montre assez actif sur le marché des transferts, et le recrutement semble à première vue judicieux. Quelques éléments ne sont cependant pas conservés, comme le gardien Dusé, l'arrière gauche et capitaine Berlin ou l'arrière droit Didier Dufour. Vicky Peretz décide pour sa part de rentrer en Israël, et Patrick Rampillon prend sa retraite pour devenir entraîneur au centre de formation. Dans le sens inverse, Pierrick Hiard fait son grand retour moyennant quelques concessions personnelles, lui qui avait quitté le club en décembre 1977 pour permettre au SRFC de rester à flots financièrement. Les dirigeants recrutent également l'ancien champion d'Europe Udo Horsmann, l'international polonais Włodzimierz Mazur, et quelques habitués aux joutes de l'élite, comme Dominique Marais et Moussa Bezaz. Enfin, l'international Yannick Stopyra complète l'effectif, et réalise son rêve d'enfant en jouant au Stade rennais, lui qui a grandi à Redon.
Malgré ces renforts, le début de saison tourne au vinaigre et l'équipe s'installe rapidement à la dernière place du classement. À la faveur de deux victoires, elle remonte temporairement à la quinzième place, mais cette éclaircie ne dure pas, témoin le sévère 0 - 6 infligé par le FC Metz fin septembre. De fait, la mayonnaise ne prend pas entre les différents joueurs, et l'écart se creuse définitivement avec le premier non-relégable alors que le Stade rennais est incapable de gagner le moindre match au début de l'année 1984. Au soir de la 36e journée lors de laquelle le SRFC concède une énième défaite à domicile contre le FC Sochaux-Montbéliard (0 - 1), la relégation immédiate en D2 est effectivement consommée. Cerise sur le gâteau, les Girondins de Bordeaux, en s'imposant route de Lorient lors de la dernière journée, obtient le titre de champion de France.
Après cette simple saison dans l'élite, le Stade rennais doit donc repartir en D2. Première conséquence, le stade de la route de Lorient n'aura pas droit à l'agrandissement à 35 000 places promis en cas de maintien...

## Transferts en 1983-1984
| Nom               | Nationalité          | Provenance/Destination |
| Arrivées          |                      |                        |
| Moussa Bezaz      | France               | FC Sochaux-Montbéliard |
| Gilles Bourges    | France               | INF Vichy              |
| Jacky Charrier    | France               | Angers SCO             |
| Pierrick Hiard    | France               | SEC Bastia             |
| Udo Horsmann      | Allemagne de l'Ouest | Bayern Munich          |
| Dominique Marais  | France               | FC Tours               |
| Włodzimierz Mazur | Pologne              | GKS Zagłębie Sosnowiec |
| Thierry Robert    | France               | Léopards Saint-André   |
| Yannick Stopyra   | France               | FC Sochaux-Montbéliard |
| Départs           |                      |                        |
| Philippe Berlin   | France               | Stade de Reims         |
| Didier Dufour     | France               | En Avant de Guingamp   |
| Jean-Noël Dusé    | France               | Limoges FC             |
| Vicky Peretz      | Israël               | Maccabi Tel-Aviv       |
| Patrick Rampillon | France               | arrêt                  |
| Mario Relmy       | France               | Limoges FC (prêt)      |
| Pierre Sither     | France               | RC Paris               |
| Dominique Vaast   | France               | RC Paris               |

## L'effectif de la saison
| Poste¹ | Nat.² | Nom                    | Naissance          | Sélection³ | Championnat | Championnat | Coupe France | Coupe France | Total Saison | Total Saison |
| Poste¹ | Nat.² | Nom                    | Naissance          | Sélection³ | M           | But inscrit | M            | But inscrit  | M            | But inscrit  |
| ------ | ----- | ---------------------- | ------------------ | ---------- | ----------- | ----------- | ------------ | ------------ | ------------ | ------------ |
| D      | FRA   | Yannick Bajeot         | 1er septembre 1959 | -          | 15          | 0           | 0            | 0            | 15           | 0            |
| D      | FRA   | Moussa Bezaz           | 30 décembre 1957   | -          | 14          | 0           | 1            | 0            | 15           | 0            |
| G      | FRA   | Gilles Bourges         | 21 mai 1963        | -          | 6           | 0           | 2            | 0            | 8            | 0            |
| M      | FRA   | Farès Bousdira         | 20 septembre 1953  | A          | 33          | 8           | 2            | 0            | 35           | 8            |
| D      | FRA   | Patrick Brulez         | 31 octobre 1950    | -          | 14          | 0           | 1            | 0            | 15           | 0            |
| A      | FRA   | Jacky Charrier         | 2 juillet 1962     | -          | 35          | 3           | 3            | 0            | 38           | 3            |
| D      | FRA   | Alain Doaré            | 28 novembre 1963   | -          | 23          | 0           | 2            | 0            | 25           | 0            |
| G      | FRA   | Pierrick Hiard         | 27 avril 1955      | A          | 32          | 0           | 1            | 0            | 33           | 0            |
| D      | RFA   | Udo Horsmann           | 30 mars 1952       | -          | 32          | 0           | 3            | 1            | 35           | 1            |
| D      | FRA   | Serge Le Dizet         | 27 juin 1964       | B          | 12          | 0           | 3            | 1            | 15           | 1            |
| D      | FRA   | Dominique Marais       | 28 décembre 1955   | -          | 37          | 1           | 3            | 0            | 40           | 1            |
| A      | FRA   | Bruno Marin            | 9 octobre 1963     | -          | 1           | 0           | 0            | 0            | 1            | 0            |
| A      | POL   | Włodzimierz Mazur      | 18 avril 1954      | A          | 24          | 4           | 2            | 0            | 26           | 4            |
| A      | CMR   | Louis M'Fédé           | 26 février 1961    | A          | 11          | 2           | 1            | 0            | 12           | 2            |
| A      | FRA   | Philippe Morin         | 28 mars 1962       | -          | 24          | 4           | 1            | 0            | 25           | 4            |
| D      | FRA   | Thierry Robert         | 20 septembre 1964  | -          | 5           | 0           | 0            | 0            | 5            | 0            |
| D      | FRA   | Bernard Samson         | 12 décembre 1958   | -          | 33          | 1           | 2            | 0            | 35           | 1            |
| A      | FRA   | Yannick Stopyra        | 9 janvier 1961     | A          | 37          | 9           | 2            | 0            | 39           | 9            |
| M      | FRA   | Bernard Tischner       | 9 septembre 1957   | -          | 33          | 1           | 2            | 0            | 35           | 1            |
| M      | FRA   | Dominique Vésir        | 19 janvier 1956    | -          | 26          | 5           | 3            | 0            | 29           | 5            |
| M      | FRA   | Christian Zajaczkowski | 16 février 1961    | -          | 28          | 0           | 2            | 0            | 30           | 0            |

- 1 : G, Gardien de but ; D, Défenseur ; M, Milieu de terrain ; A, Attaquant
- 2 : Nationalité sportive, certains joueurs possédant une double-nationalité
- 3 : sélection la plus élevée obtenue

## Équipe-type
Il s'agit de la formation la plus courante rencontrée en championnat.

## Les rencontres de la saison

### Liste
| Match | Date         | Compétition     | Tour               | Adversaire    | Lieu ¹ | Score | Class. | Buteurs pour le Stade rennais |
| ----- | ------------ | --------------- | ------------------ | ------------- | ------ | ----- | ------ | ----------------------------- |
| 1     | 20 juillet   | Division 1      | 1                  | Bordeaux      | E      | 1-4   | 20     | Stopyra                       |
| 2     | 27 juillet   | Division 1      | 2                  | Toulouse      | D      | 1–5   | 20     | Stopyra                       |
| 3     | 3 août       | Division 1      | 3                  | Strasbourg    | E      | 1-1   | 19     | Bousdira                      |
| 4     | 10 août      | Division 1      | 4                  | Toulon        | D      | 1–2   | 20     | Vésir                         |
| 5     | 17 août      | Division 1      | 5                  | Nantes        | E      | 1–3   | 20     | Bousdira                      |
| 6     | 20 août      | Division 1      | 6                  | Rouen         | D      | 2-1   | 20     | Morin Bousdira                |
| 7     | 31 août      | Division 1      | 7                  | Lens          | E      | 1-0   | 15     | Stopyra                       |
| 8     | 10 septembre | Division 1      | 8                  | Brest         | D      | 1–1   | 17     | Charrier                      |
| 9     | 17 septembre | Division 1      | 9                  | Laval         | E      | 0–2   | 19     |                               |
| 10    | 21 septembre | Division 1      | 10                 | Saint-Étienne | D      | 1–2   | 20     | Samson                        |
| 11    | 24 septembre | Division 1      | 11                 | Metz          | E      | 0–6   | 20     |                               |
| 12    | 1er octobre  | Division 1      | 12                 | Paris SG      | D      | 0-1   | 20     |                               |
| 13    | 8 octobre    | Division 1      | 13                 | Auxerre       | E      | 0-1   | 20     |                               |
| 14    | 15 octobre   | Division 1      | 14                 | Bastia        | D      | 4–1   | 20     | Morin Stopyra Bousdira        |
| 15    | 22 octobre   | Division 1      | 15                 | Monaco        | E      | 2-3   | 20     | Tischner Bousdira             |
| 16    | 29 octobre   | Division 1      | 16                 | Lille         | E      | 0-2   | 20     |                               |
| 17    | 5 novembre   | Division 1      | 17                 | Nîmes         | D      | 2-1   | 20     | Bousdira Mazur                |
| 18    | 16 novembre  | Division 1      | 18                 | Sochaux       | E      | 0–1   | 20     |                               |
| 19    | 19 novembre  | Division 1      | 19                 | Nancy         | D      | 2–1   | 20     | Stopyra Charrier              |
| 20    | 26 novembre  | Division 1      | 20                 | Toulouse      | E      | 1–3   | 20     | Bousdira                      |
| 21    | 3 décembre   | Division 1      | 21                 | Strasbourg    | D      | 3-0   | 20     | Stopyra Mazur Charrier        |
| 22    | 10 décembre  | Division 1      | 22                 | Toulon        | E      | 1–0   | 18     | Mazur                         |
| 23    | 17 décembre  | Division 1      | 23                 | Nantes        | D      | 1–2   | 18     | Vésir                         |
| 24    | 14 janvier   | Division 1      | 24                 | Rouen         | E      | 0-1   | 19     |                               |
| 25    | 21 janvier   | Division 1      | 25                 | Lens          | D      | 1–1   | 19     | Mazur                         |
| 26    | 28 janvier   | Coupe de France | 1/32 finale        | Libourne (D2) | N      | 2-0   | 2-0    | Horsmann Le Dizet             |
| 27    | 4 février    | Division 1      | 26                 | Brest         | E      | 1-1   | 19     | Vésir                         |
| 28    | 11 février   | Division 1      | 27                 | Laval         | D      | 1–1   | 19     | Vésir                         |
| 29    | 17 février   | Coupe de France | 1/16 finale aller  | Nantes        | D      | 0-2   | 0-2    |                               |
| 30    | 22 février   | Coupe de France | 1/16 finale retour | Nantes        | E      | 0-7   | 0-7    |                               |
| 31    | 25 février   | Division 1      | 28                 | Saint-Étienne | E      | 0-1   | 19     |                               |
| 32    | 3 mars       | Division 1      | 29                 | Metz          | D      | 1–2   | 20     | Bousdira                      |
| 33    | 10 mars      | Division 1      | 30                 | Paris SG      | E      | 2-3   | 20     | Stopyra M'Fédé                |
| 34    | 17 mars      | Division 1      | 31                 | Auxerre       | D      | 1–3   | 20     | Stopyra                       |
| 35    | 24 mars      | Division 1      | 32                 | Bastia        | E      | 1–2   | 20     | Marais                        |
| 36    | 31 mars      | Division 1      | 33                 | Monaco        | D      | 1–2   | 20     | M'Fédé                        |
| 37    | 7 avril      | Division 1      | 34                 | Lille         | D      | 0–0   | 20     |                               |
| 38    | 14 avril     | Division 1      | 35                 | Nîmes         | E      | 1–1   | 20     | Sirvent (csc)                 |
| 39    | 21 avril     | Division 1      | 36                 | Sochaux       | D      | 0–1   | 20     |                               |
| 40    | 28 avril     | Division 1      | 37                 | Nancy         | E      | 3–1   | 20     | Vésir Morin                   |
| 41    | 2 mai        | Division 1      | 38                 | Bordeaux      | D      | 0–2   | 20     |                               |

- 1 N : terrain neutre ; D : à domicile ; E : à l'extérieur ; drapeau : pays du lieu du match international

## Bilan des compétitions
| Compétition     | Vainqueur final       | Débute au tour | Place ou tour final | Première rencontre | Dernière rencontre | Nombre |
| --------------- | --------------------- | -------------- | ------------------- | ------------------ | ------------------ | ------ |
| Division 1      | Girondins de Bordeaux | 1re journée    | 20e                 | 20 juillet 1983    | 2 mai 1984         | 38     |
| Coupe de France | FC Metz               | 1/32 de finale | 1/16 de finale      | 28 janvier 1984    | 22 février 1984    | 3      |

### Division 1

#### Classement
| Rang | Équipe        | Pts | J  | G  | N  | P  | Bp | Bc | Diff |
| ---- | ------------- | --- | -- | -- | -- | -- | -- | -- | ---- |
| 17   | Brest         | 31  | 38 | 9  | 13 | 16 | 36 | 47 | -11  |
| 18   | Saint-Étienne | 30  | 38 | 11 | 8  | 19 | 31 | 52 | -21  |
| 19   | Nîmes         | 25  | 38 | 6  | 13 | 19 | 36 | 70 | -34  |
| 20   | Rennes        | 23  | 38 | 8  | 7  | 23 | 39 | 65 | -26  |

- 18 : Barragiste avec le 3e de Division 2
- 19 et 20 : Relégation en Division 2

#### Résultats
| Total  | Total  | Total | Total | Total | Total | Total | Total | Domicile | Domicile | Domicile | Domicile | Domicile | Domicile | Extérieur | Extérieur | Extérieur | Extérieur | Extérieur | Extérieur |
| Matchs | Points | V     | N     | D     | BP    | BC    | Diff. | V        | N        | D        | BP       | BC       | Diff.    | V         | N         | D         | BP        | BC        | Diff.     |
| ------ | ------ | ----- | ----- | ----- | ----- | ----- | ----- | -------- | -------- | -------- | -------- | -------- | -------- | --------- | --------- | --------- | --------- | --------- | --------- |
| 38     | 23     | 8     | 7     | 23    | 39    | 65    | -26   | 5        | 4        | 10       | 23       | 29       | -6       | 3         | 3         | 13        | 16        | 36        | -20       |

#### Résultats par journée
| Journée   | 01 | 02 | 03 | 04 | 05 | 06 | 07 | 08 | 09 | 10 | 11 | 12 | 13 | 14 | 15 | 16 | 17 | 18 | 19 | 20 | 21 | 22 | 23 | 24 | 25 | 26 | 27 | 28 | 29 | 30 | 31 | 32 | 33 | 34 | 35 | 36 | 37 | 38 |
| --------- | -- | -- | -- | -- | -- | -- | -- | -- | -- | -- | -- | -- | -- | -- | -- | -- | -- | -- | -- | -- | -- | -- | -- | -- | -- | -- | -- | -- | -- | -- | -- | -- | -- | -- | -- | -- | -- | -- |
| Terrain   | E  | D  | E  | D  | E  | D  | E  | D  | E  | D  | E  | D  | E  | D  | E  | E  | D  | E  | D  | E  | D  | E  | D  | E  | D  | E  | D  | E  | D  | E  | D  | E  | D  | D  | E  | D  | E  | D  |
| Résultats | D  | D  | N  | D  | D  | V  | V  | N  | D  | D  | D  | D  | D  | V  | D  | D  | V  | D  | V  | D  | V  | V  | D  | D  | N  | N  | N  | D  | D  | D  | D  | D  | D  | N  | N  | D  | V  | D  |
| Points    | 0  | 0  | 1  | 1  | 1  | 3  | 5  | 6  | 6  | 6  | 6  | 6  | 6  | 8  | 8  | 8  | 10 | 10 | 12 | 12 | 14 | 16 | 16 | 16 | 17 | 18 | 19 | 19 | 19 | 19 | 19 | 19 | 19 | 20 | 21 | 21 | 23 | 23 |
| Place     | 20 | 20 | 19 | 20 | 20 | 20 | 15 | 17 | 19 | 20 | 20 | 20 | 20 | 20 | 20 | 20 | 20 | 20 | 20 | 20 | 20 | 18 | 18 | 19 | 19 | 19 | 19 | 19 | 20 | 20 | 20 | 20 | 20 | 20 | 20 | 20 | 20 | 20 |

Source : Liste des rencontres

Terrain : D = Domicile ; E = Extérieur. Résultat: D = Défaite ; N = Nul ; V = Victoire.